# Sindicat Agrícola Harmonia
El Sindicat Agrícola Harmonia, actual Biblioteca Antoni Tort, és un edifici històric de Castellar del Vallès (al Vallès Occidental) de titularitat pública situada a la confluència dels carrers Sala Boadella i de l'Hospital d'aquesta localitat. En l'actualitat l'edifici es troba dins de l'inventari del patrimoni històric, arquitectònic i ambiental de Castellar del Vallès.

## Edifici
Es tracta d'un edifici de planta rectangular, el carener de la teulada corre paral·lel a la façana principal, que no presenta cap mena de decoració ni vans, amb excepció de la porta d'entrada. Les dues façanes laterals segueixen la mateixa estructura decorativa formada per finestres rectangulars amb un arc escarser, un fris realitzat amb maó vist recorre les façanes a l'alçada de les línies d'impostes de les finestres, així com l'arc d'aquestes. La façana perpendicular al carener de la teulada mostra al centre un òcul en forma el·líptica, a la part central té una decoració feta amb picadís de ceràmica vidriada policroma i en el qual es pot veure la data de construcció de l'edifici 1926. L'acabament de la façana el formen un joc de formes corbes amb contraposició de les còncaves i les convexes d'estil modernista. L'edifici consta també d'un soterrani.

## Història

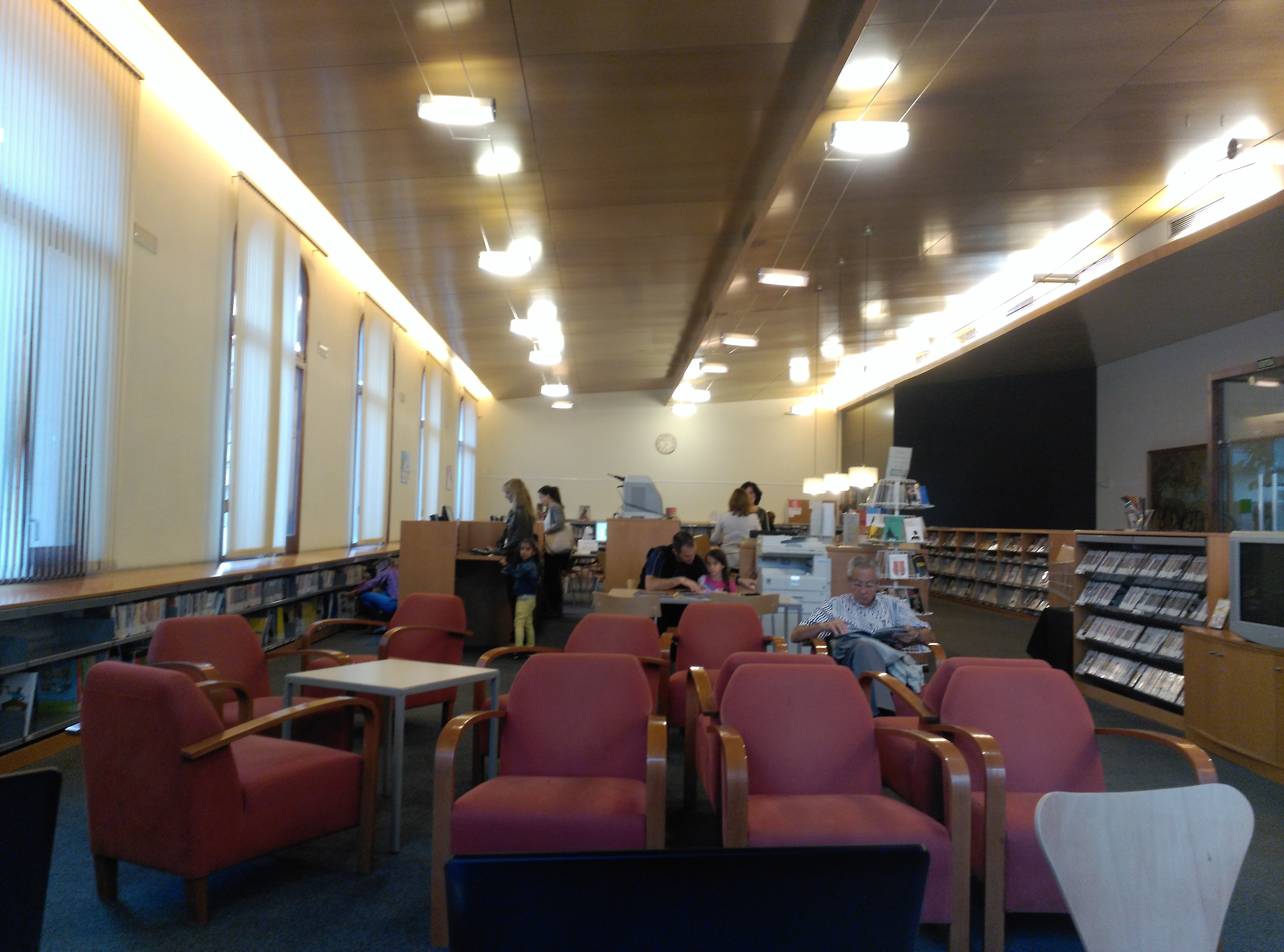
La Biblioteca Antoni Tort al 2015

L'actual seu de la Biblioteca Municipal Antoni Tort, fou inicialment la seu del Sindicat Agrícola Harmonia, entitat que va néixer a principis del segle XX com a sindicat de pagesos adherit a la Unió de Rabassaires, i com a centre de trobada de socis i centre recreatiu on hi havia una agrupació coral, s'hi realitzaven balls, teatre, conferències i discursos. L'entitat partia d'una ideologia progressista i era la referència de les esquerres al poble.
L'edifici fou també l'estatge social del Círcol Republicà Autonomista, i cada any pel 14 d'abril s'hi celebrava un acte commemoratiu de la proclamació de la República Espanyola de l'any 1931; cosa que no feia cap més entitat del poble. El local del Sindicat fou construït de nova planta amb les aportacions dels pagesos del poble i el préstec del Banco Hipotecario Español, a la cantonada dels carrers de l'Hospital, l'antic carrer del Metge Portabella i el carrer de Sala Boadella. El local de Sindicat es va inaugurar el 26 d'abril de 1926. Tenia una sala d'actes, dividida per a cafè i com a sala de ball. Les activitats que s'hi organitzaven eren balls, obres de teatre a càrrec del grup format pels mateixos socis afeccionats al teatre, conferències i discursos, fins a l'arribada de la Guerra Civil. Una de les persones que va fer un discurs fou Lluís Companys i Jover, que estiuejava en una finca del carrer de les Roques.
Durant la dictadura franquista l'edifici va tenir diferents usos fins que el febrer de 1985 es converteix en la seu de la Biblioteca Municipal Antoni Tort (en record del darrer alcalde republicà), gràcies al conveni establert entre l'Ajuntament i el Servei de Biblioteques de la Generalitat de Catalunya per tal de dotar la vila amb una biblioteca, ja que fins aleshores no n'hi havia cap. En un primer moment només ocupava la planta baixa de l'antic local del Sindicat però des de l'any 2001 es van ampliar les instal·lacions ocupant el primer pis de l'edifici, que durant molts anys i fins a finals de 1993 havia estat el gimnàs municipal; així el 21 d'octubre de 2001 es va inaugurar aquesta remodelació que va suposar que la biblioteca tingués dos pisos. En l'actualitat l'entrada a l'edifici és per la part frontal, pel carrer de Sala Boadella però quan es va inaugurar la biblioteca l'entrada es trobava a la part lateral, pel carrer Hospital. Des de desembre de 2006 la Biblioteca Municipal Antoni Tort llueix en una de les seves parets una gran pintura d'Alfons Gubern Campreciós. El quadre, de quasi cinc metres de llarg i poc més de dos d'alçada, es va instal·lar a la paret de l'espai obert entre les dues plantes de la biblioteca. L'obra de Gubern representa una al·legoria sobre la sortida de missa a l'antiga església de Sant Esteve de Castellar Vell. El quadre va ser pintat l'any 1953 amb motiu de la re-inauguració de l'Ateneu Castellarenc i va ser penjat a les parets de la sala del cafè.